# D-NRW AöR
Die D-NRW ÄöR ist eine Anstalt des öffentlichen Rechts in Nordrhein-Westfalen.

## Aufgaben
D-NRW ist ein IT-Dienstleister, getragen vom Land Nordrhein-Westfalen und zahlreichen Kommunen, Kreisen und den Landschaftsverbänden des Landes. Die Organisation besteht seit 2002 zunächst als d-NRW Besitz-GmbH & Co. KG und der d-NRW Besitz-GmbH Verwaltungsgesellschaft. Seit 2017 ist D-NRW eine Anstalt öffentlichen Rechts. Zentrale Aufgabe ist die Förderung der Digitalisierung der öffentlichen Verwaltungen. Dazu gehört auch die gemeinsame Entwicklung von IT-Lösungen. Darüber hinaus unterstützt die Anstalt ihre Träger beim Einsatz digitaler Technologien in der öffentlichen Verwaltung. 
Der gesetzliche Auftrag lautet zusammengefasst:

„Die Anstalt unterstützt ihre Träger und, soweit ohne Beeinträchtigung ihrer
Aufgaben möglich, andere öffentliche Stellen beim Einsatz von Informationstechnik in
der öffentlichen Verwaltung.“

Die Rechtsverordnung zur Aufgabenübertragung auf die d-NRW AöR (d-NRW VO) und die Satzung der d-NRW AöR vervollständigen die Rahmenbedingungen.

## Organe
Die Organe der Anstalt sind der Verwaltungsrat und die Geschäftsführung. Der Verwaltungsrat besteht aus 13 Mitgliedern, sechs davon stellen die kommunalen Spitzenverbände, die übrigen das Land NRW.

## Träger
Die D-NRW AöR wird durch das Land Nordrhein-Westfalen, die Landschaftsverbände Westfalen-Lippe und Rheinland, die Städteregion Aachen sowie etliche Kreise und Gemeinden getragen. Im Jahr 2024 waren dies 387 Träger.